# Кандагар
Кандага́р (пушту کندهار‎ /kand̪ahɑr/ — Кандахар, дари قندهار /qandahɒːɾ/, др.-греч. Ἀλεξάνδρεια Ἀραχωσίας — Александрия в Арахозии) — город в южном Афганистане. Второй по численности населения город в стране.

## История
Город был основан в 330 году до н. э. во время экспансии Александра Македонского под названием Александрия в Арахозии (Александрия Арахосия).
Автохтонным населением города были, в основном, предки современных пуштунов.
К I веку н. э. относится упоминание города греческим писателем Исидором Харакским («Парфянские стоянки»), который описывает его как греческий полис.
К 1630-м годам город контролировали Сефевиды. Крупное событие произошло в 1638 году, когда сефевидский губернатор Кандагара Али Мардан-хан Зиг предал Сефевидов и передал контроль над городом моголам. Империя Великих Моголов трижды осаждала город в 1649—1653 гг, но безуспешно.
В XVIII веке Кандагар был взят и уничтожен иранским шахом Надиром из династии Афшаридов. Неподалёку Надир-шах выстроил новый город — Надирабад.
В период с 1747—1776 гг. был столицей Афганистана. Здесь расположен мавзолей основателя афганского государства Ахмад-шаха.
Во время Второй афганской войны британская армия заняла Кандагар и сформировала отдельную Кандагарскую провинцию. Весной 1880 года армия Айюб-хана подошла к Кандагару, разбила британский отряд в сражении при Майванде 27 июля, а 28 июля осадила Кандагар. В конце августа на помощь Кандагару подошла дивизия генерала Робертса. Афганцы отступили от города и заняли укреплённую позицию на высотах. 1 сентября генерал Робертс атаковал афганцев и разбил их в сражении при Кандагаре.
С 1979 по 1988 год город был одной из точек базирования советских войск, которые в случае определённого хода событий должны были и оказаться в непосредственном соприкосновении с пакистанской армией.
В 1994 году Кандагар захватили талибы, мулла Накибулла сдал город без боя.
В городе находилась штаб-квартира движения «Талибан», он был фактической столицей Исламского Эмирата Афганистан — шариатского государства, существовавшего с 1996 по 2001 год.
До августа 2001 года в окрестностях Кандагара также располагался крупнейший тренировочный лагерь аль-Каиды — аль-Фарук. 

7 декабря 2001 город взят войсками Северного альянса.
В середине августа 2021 года, после ухода американцев из Афганистана, «Талибан» вновь занял Кандагар; перед этим правительственные силы сдали город Газни, находящийся на пути к Кандагару, через несколько дней пал и Кабул.

## Климат
| Показатель           | Янв. | Фев. | Март | Апр. | Май | Июнь | Июль | Авг. | Сен. | Окт. | Нояб. | Дек. | Год |
| -------------------- | ---- | ---- | ---- | ---- | --- | ---- | ---- | ---- | ---- | ---- | ----- | ---- | --- |
| Средний максимум, °C | 12   | 17   | 22   | 28   | 32  | 37   | 39   | 36   | 33   | 30   | 22    | 13   | 27  |
| Средний минимум, °C  | −1   | 2    | 5    | 10   | 12  | 15   | 17   | 15   | 10   | 5    | 2     | −1   | 8   |
| Норма осадков, мм    | 79   | 42   | 20   | 8    | 5   | 0    | 2    | 0    | 0    | 0    | 0     | 19   | 175 |
| Источник:            |      |      |      |      |     |      |      |      |      |      |       |      |     |

## Транспорт
Общественный транспорт представлен автобусами Tata (принадлежат общегосударственному автобусному оператору Milli Bus), моторикшами и такси.
Действует международный аэропорт Кандагар.

## Галерея

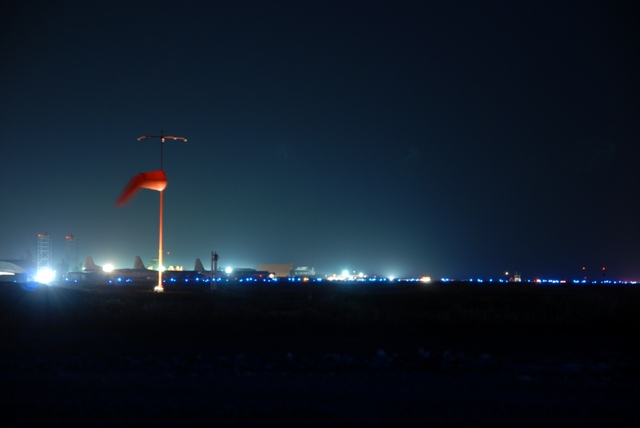
Ночной вид на Международный аэропорт Кандагара
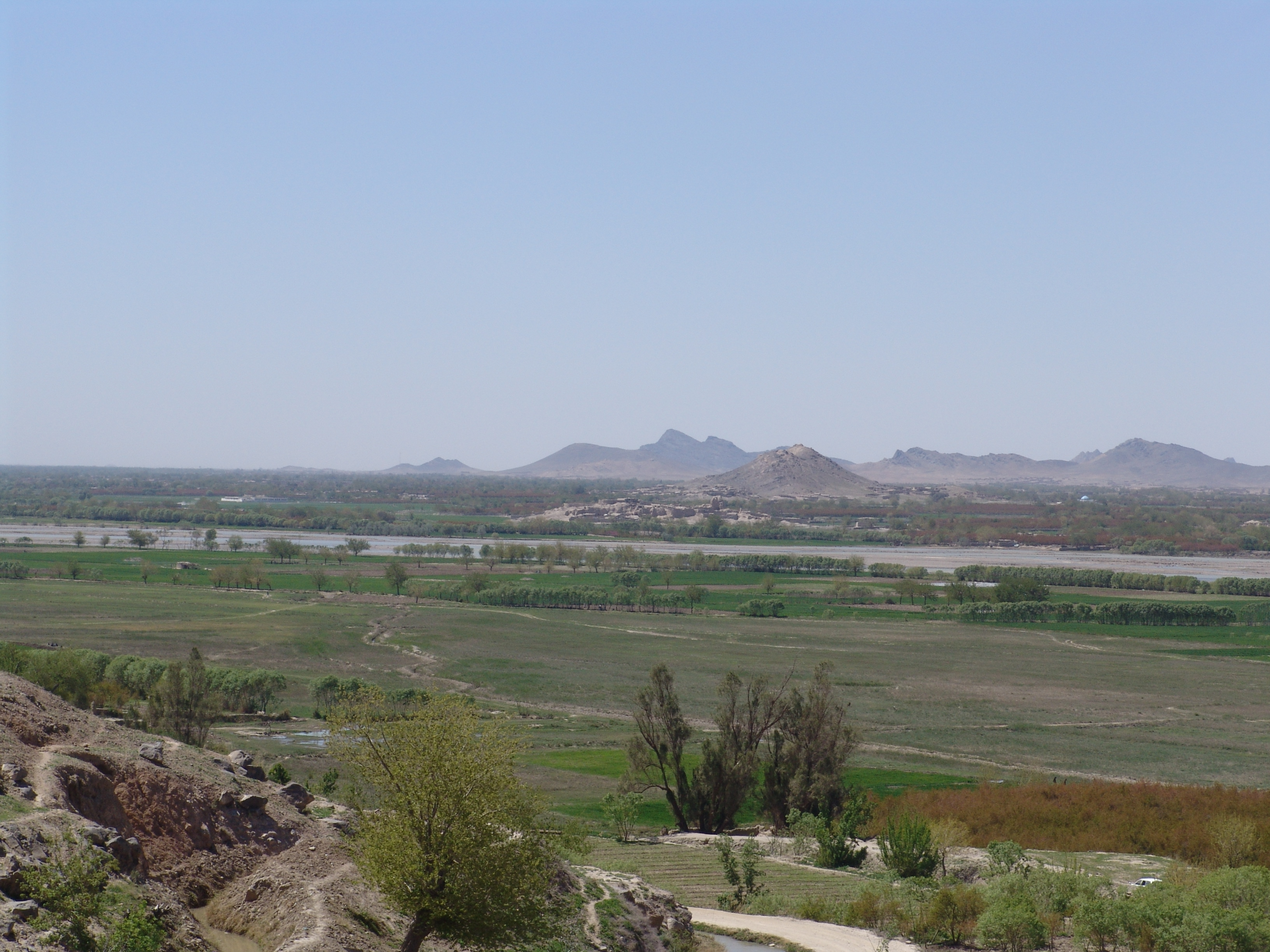
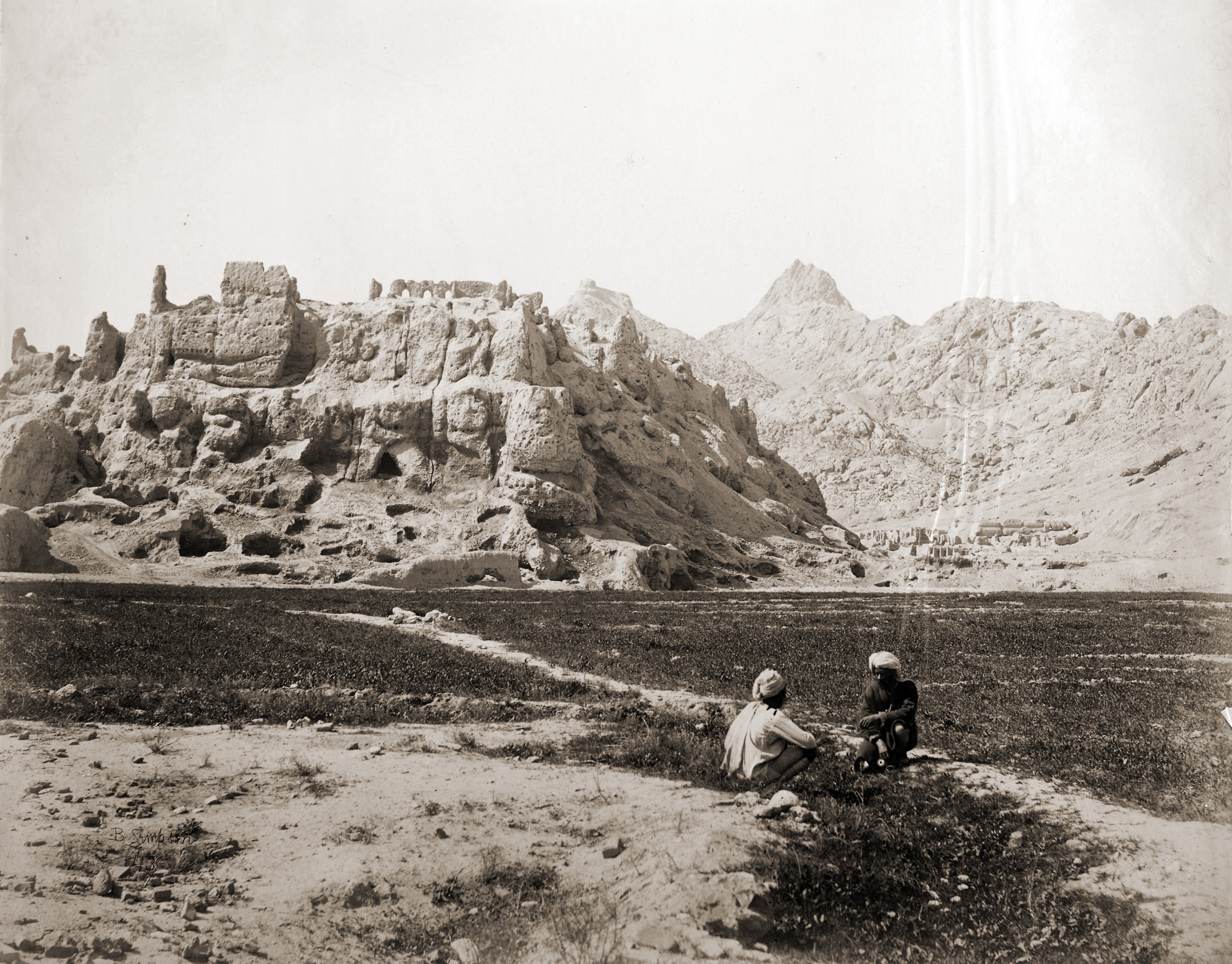
Фотография 1881 г., показывающая цитадель Старого Кандагара в руинах
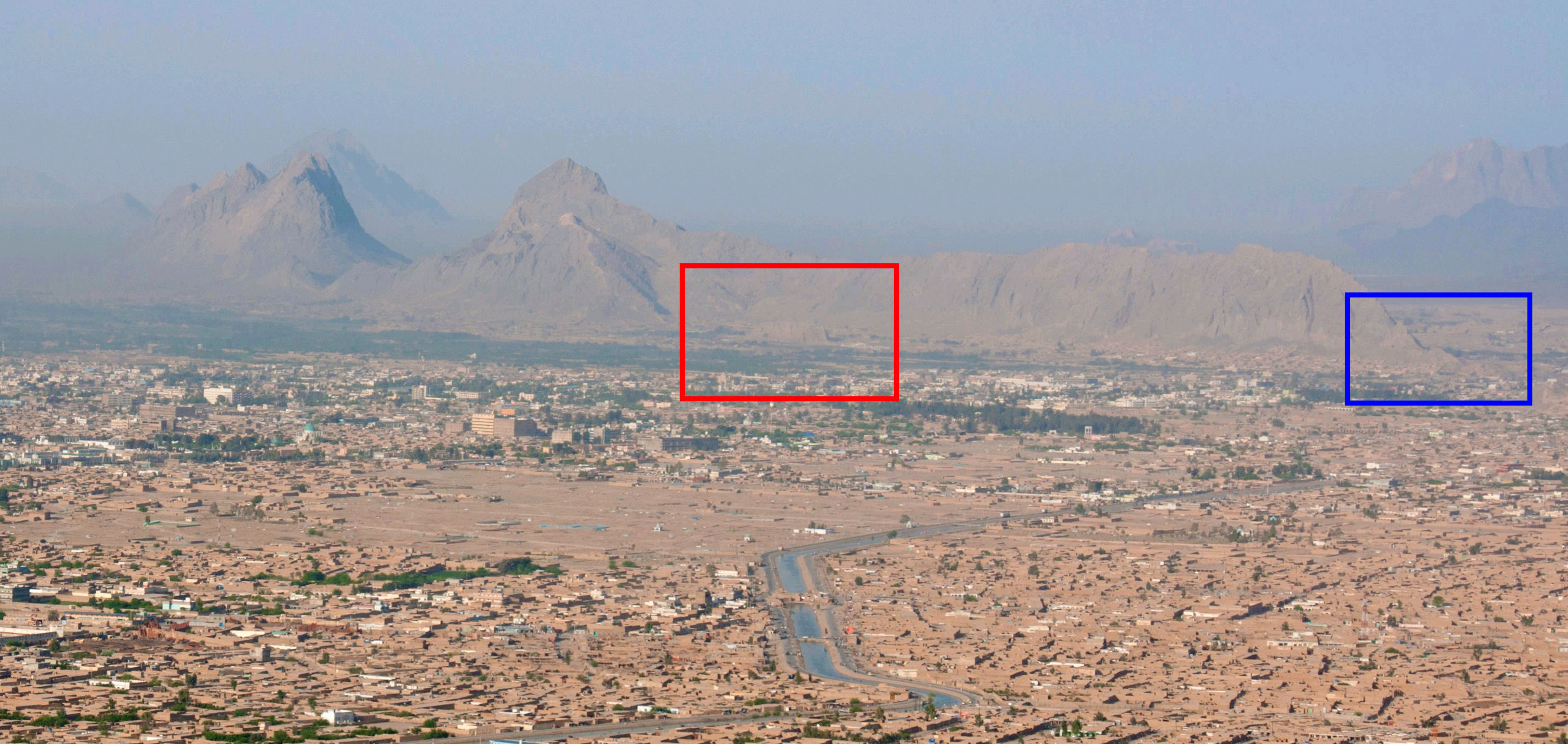
Древний город Старого Кандагара (красный) и горное обнажение (синий) на западной стороне
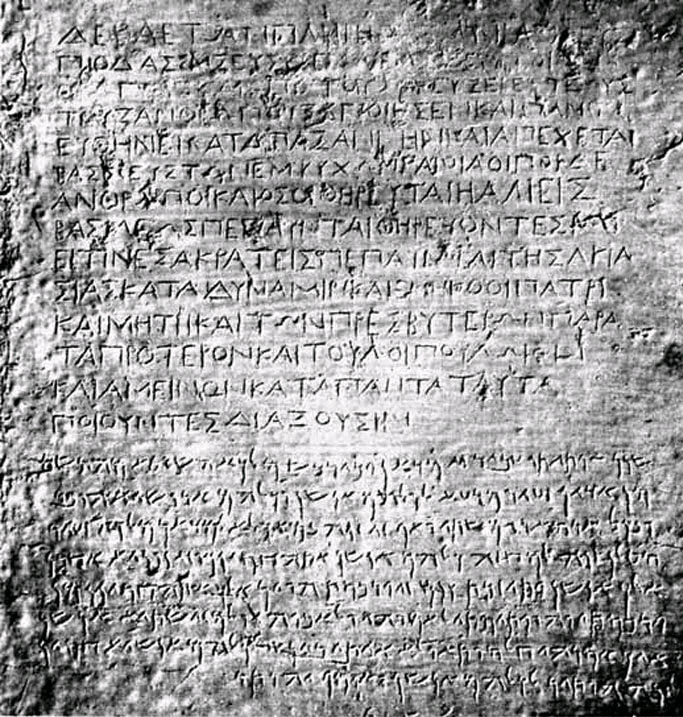
Кандагарская билингвическая каменная надпись (греческий и арамейский) императора Ашоки, III век до н. э.
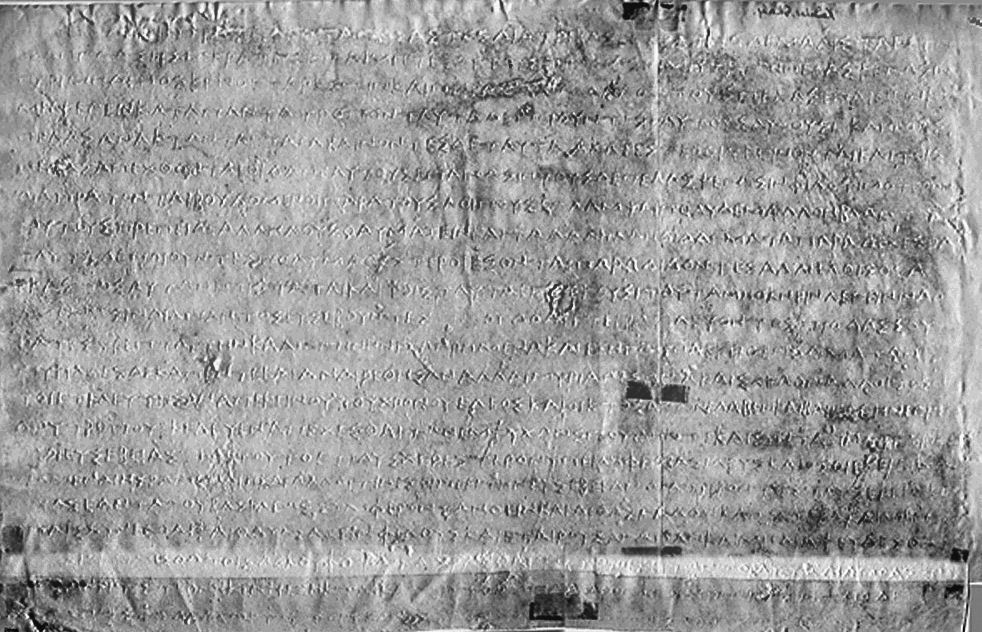
Кандагарская греческая надпись (эдикты 12 и 13) императора Ашоки, из Старого Кандагара, III век до н. э.